# P̦
Cette page contient des caractères spéciaux ou non latins. S’ils s’affichent mal (▯, ?, etc.), consultez la page d’aide Unicode.
P̦ (minuscule : p̦), appelé P virgule souscrite, est un graphème utilisé dans l’écriture du lutsi et qui était utilisé dans l'écriture du latgalien de Sibérie et du nénètse. Il s'agit de la lettre P diacritée d'une virgule souscrite.

## Utilisation

### Latgalien
Le P virgule souscrite a été utilisé dans une grammaire du latgalien de 1928.

### Lutsi
Le P virgule souscrite ‹ P̦, p̒ › est utilisé dans l’orthographe lutsi proposée par Uldis Balodis à partir des années 2010, pour représenter une consonne occlusive bilabiale sourde palatalisée [pʲ],.

### Nénètse
En nénètse, le P virgule souscrite ‹ P̦, p̦ › était utilisé dans l’alphabet latin de 1931 pour représenter la consonne occlusive bilabiale sourde palatalisée : /pʲ/.

## Représentations informatiques
Le P virgule souscrite peut être représenté avec les caractères Unicode (latin de base, diacritiques) suivants :
| formes    | représentations | chaînes de caractères | points de code | descriptions                                            |
| --------- | --------------- | --------------------- | -------------- | ------------------------------------------------------- |
| capitale  | P̦               | P◌̦                    | U+0050 U+0326  | lettre majuscule latine p diacritique virgule souscrite |
| minuscule | p̦               | p◌̦                    | U+0070 U+0326  | lettre minuscule latine p diacritique virgule souscrite |